# Întâmplarea (film)
Întâmplarea (titlu original: The Happening) este un film american și indian thriller supranatural din 2008 scris, co-produs și regizat de M. Night Shyamalan. Rolurile principale au fost interpretate de actorii Mark Wahlberg, Zooey Deschanel și John Leguizamo. Filmul prezintă un bărbat, soția sa, cel mai bun prieten al său și fiica prietenului său care încearcă să scape de un dezastru natural inexplicabil. Scenariul filmului se învârte în jurul unei neurotoxine criptice care face ca cei expuși la aceasta să se sinucidă. Protagonistul, un profesor de științe pe nume Elliot Moore, încearcă să scape împreună cu prietenii săi de substanța misterioasă  care provoacă isterie de-a lungul Coastei de Est a Statelor Unite.
A fost promovat ca fiind primul film al lui Shyamalan evaluat R sau PG-13. Filmul a avut parte de recenzii majoritar negative din partea criticilor de film. A fost nominalizat la Zmeura de Aur pentru cel mai prost film și Zmeura de Aur pentru cea mai proastă regie. Filmările au început în august în Philadelphia, Pennsylvania, continuând în alte locuri ca New York NYC sau Paris.

## Prezentare
Un fenomen misterios lovește Central Park și face ca sute de oameni să se sinucidă în New York. Totul provoacă panică în Statele Unite și autoritățile americane consideră că este un atac bioterorist. Pe măsură ce evenimente similare au loc de-a lungul coastei de est a Statelor Unite, profesorul de matematică Julian (Leguizamo) decide să părăsească New York-ul cu fiica sa, Jess (Sanchez) și îl convinge pe colegul său Elliot Moore (Wahlberg) și pe soția sa Alma (Deschanel) să-i însoțească cu trenul spre Philadelphia. 
În timpul călătoriei, grupul află că Bostonul și Philadelphia au fost afectate. Trenul pierde orice contact radio și se oprește într-un orășel. Când Julian află că soția sa a plecat din Boston spre Princeton, el decide să o caute și o încredințează pe Jess familiei Moore. Cu toate acestea, Julian ajunge să constate că Princeton a fost afectat, în timp ce șoferul mașinii în care se află intră cu viteză într-un copac. El supraviețuiește, dar se sinucide, tăindu-și venele cu un ciob de sticlă.
Elliot, Alma și Jess fac autostopul cu un agricultor și soția lui. Agricultorul emite ipoteza că plantele au dezvoltat un mecanism de apărare împotriva oamenilor, constând dintr-o toxină din aer care stimulează neurotransmițătorii și îi determină pe oameni să se sinucidă. Grupului i se alătură ulterior și alți supraviețuitori veniți din diverse direcții, iar mulțimea mică alege să evite drumurile și zonele populate. Când cea mai mare parte a grupului este afectată de toxină, Elliot sugerează că agricultorul a avut dreptate și că plantele vizează doar grupurile mari de oameni. El își împarte grupul în unele mai mici care continuă separat. Cei trei sunt împreună cu doi adolescenți, Josh și Jared, care mai târziu sunt împușcați și uciși de locuitorii înarmați ai unei case baricadate.
Elliot, Alma și Jess cutreieră peisajul rural și ajung în casa doamnei Jones, o bătrână excentrică și paranoică. Jones acceptă inițial să găzduiască grupul pentru noapte, dar este suspicioasă că au intenții rele; a doua zi dimineață, ea decide să-i gonească. Înfuriată, ea părăsește singură casa și este afectată de toxină. Elliot zguduit își dă seama că plantele vizează acum și indivizi. Rămas fără opțiuni când doamna Jones sparge cu capul mai multe ferestre, cei trei aleg să moară și se îmbrățișează în curte doar pentru a se trezi că nu sunt afectați de toxină. Focarul s-a diminuat la fel de repede cum a început.
Trei luni mai târziu, Elliot și Alma s-au adaptat la noua lor viață alături de Jess ca fiică adoptivă. Alma află că este însărcinată și îi dă lui Elliot vestea care este surprins. La televizor, un expert compară evenimentul natural cu o maree roșie și avertizează că epidemia ar fi doar un prevestitor al unui dezastru global iminent. În Grădinile Tuileries din Paris, oamenii încep să se sinucidă în masă.

## Distribuție
- Mark Wahlberg ca Elliot Moore, profesor de științe de liceu din Philadelphia
- Zooey Deschanel ca Alma Moore, soția lui Elliot
- John Leguizamo ca Julian, un profesor de matematică de liceu și cel mai bun prieten al lui Elliot
- Betty Buckley ca doamna Jones, o femeie care locuiește singură într-o casă izolată din Pennsylvania rurală
- Ashlyn Sanchez ca Jess, fiica lui Julian
- Frank Collison ca proprietarul grădiniței
- Victoria Clark ca soția proprietarului grădiniței
- Jeremy Strong ca soldat Auster
- Brian O'Halloran ca șofer de Jeep
- Alan Ruck ca Principal
- Mara Hobel ca Femeia cu mâinile peste urechi
- Joel de la Fuente ca Realtor agent imobiliar
- Spencer Breslin ca Josh
- Robert Bailey, Jr. ca Jared
- Charlie Saxton ca Dylan
- M. Night Shyamalan ca Joey (doar voce)

## Coloană sonoră
Coloana sonoră a fost lansată la 3 iunie 2008. Albumul este a șasea colaborare între compozitorul James Newton Howard și Shyamalan. Coloana sonoră a fost înregistrată de  Sony Scoring Stage cu Hollywood Studio Symphony și beneficiază de solo-uri ale violoncelistului Maya Beiser.

### Lista pieselor
1. Main Titles - (2:18)
2. Evacuating Philadelphia - (2:21)
3. Vice Principal - (1:56)
4. Central Park - (2:58)
5. We Lost Contact - (:59)
6. You Can't Just Leave Us Here - (1:43)
7. Rittenhouse Square - (1:59)
8. Five Miles Back - (1:13)
9. Princeton - (3:06)
10. Jess Comforts Elliot - ( 2:31)
11. My Firearm Is My Friend -(2:59)
12. Abandoned House - (1:32)
13. Shotgun - (4:27)
14. You Eyin' My Lemon Drink? - (4:28)
15. Mrs. Jones - (1:44)
16. Voices - (1:36)
17. Be With You - (3:41)
18. End Title Suite - (8:36)